# Shibata, Niigata
Shibata (新発田市 Shibata-shi) là một thành phố thuộc tỉnh Niigata, Nhật Bản.